# دانشگاه نورت‌ایسترن
دانشگاه نورت‌ایسترن (به انگلیسی: Northeastern University) یک دانشگاه تحقیقاتی خصوصی در بوستون واقع در ایالت ماساچوست آمریکا است که در سال ۱۸۹۸ میلادی بنیان‌نهاده شده‌است.

## رنکینگ
در رتبه‌بندی دانشگاه‌های جهان QS در سال ۲۰۲۰ دانشگاه نورت ایسترن در رده ۳۴۴ دنیا قرار گرفته‌است. همچنین در رتبه‌بندی مؤسسه تایمز در سال ۲۰۲۰ این دانشگاه رتبه ۱۷۳را در بین دانشگاه‌های جهان از آن خود کرده‌است.

## دانشکده‌ها
دانشکده‌های دانشگاه نورت‌ایسترن عبارتند از :
- دانشکده علوم سلامت
- دانشکده هنر، رسانه و طراحی
- دانشکده علوم کامپیوتر
- دانشکده مهندسی
- دانشکده مطالعات حرفه‌ای
- دانشکده علوم
- دانشکده علوم اجتماعی و علوم انسانی
- دانشکده کسب‌وکار
- دانشکده حقوق

## نگارخانه

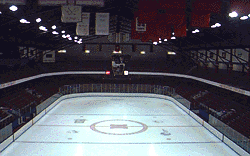
نمایی از Matthews Arena قدیمی‌ترین میدان هاکی روی یخ
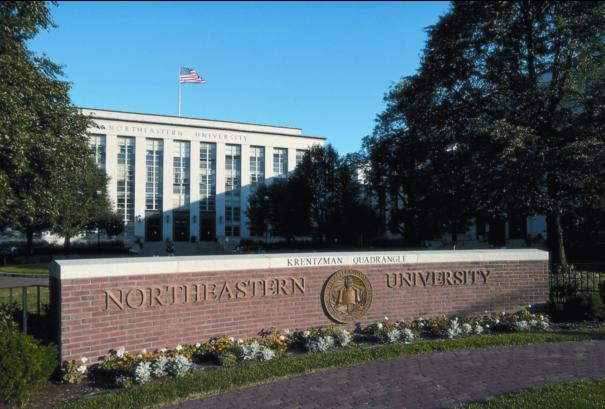
تابلوی ورودی دانشگاه